# 布克斯海姆魏爾湖

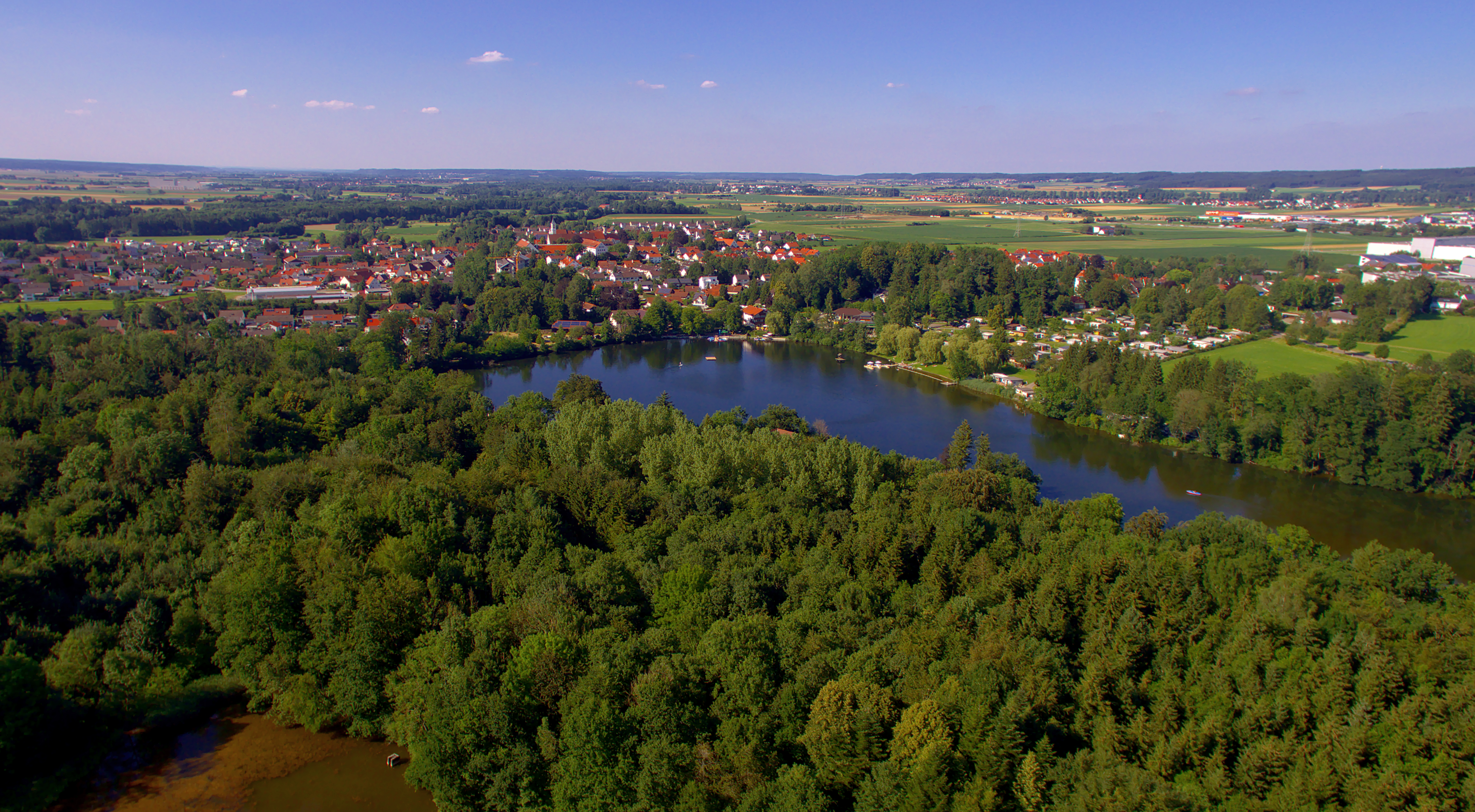

47°59′32″N 10°8′5″E / 47.99222°N 10.13472°E
布克斯海姆魏爾湖（德語：Buxheimer Weiher），是德國的水庫，位於該國東南部，由巴伐利亞州負責管轄，處於下阿爾高縣，長0.5公里、寬0.2公里，海拔高度583米，湖岸線長度1.4公里。